# MQ-1 Predator
MQ-1 Predator je vojaško brezpilotno letalo dolgega dosega ameriškega proizvajalca General Atomics namenjeno izvidniškim ali bojnim nalogam. Glavna uporabnika sta Vojno letalstvo ZDA in CIA.

## Zasnova
Predator temelji na platformi GNAT (avionika in konstrukcija), ki je osnova več brezpilotnim letalnikom proizvajalca General Atomics. Poganja ga štirivaljni štiritaktni motor s turbopolnilnikom Rotax 914F.
Posebnost letala je uporaba kompozitnih materialov, kar zmanjša težo; letalo pa ima velik razpon kril, kar mu omogoča letenje pri nizkih hitrostih (okrog 130 km/h). Letalo je zasnovano tako, da ga je moč razstaviti in v posebnih kontejnerjih prepeljati do področja uporabe. Podobno je zasnovan tudi nadzorni center.
Opremljen je s stabiliziranim kardansko vpetim nosilcem AN/AAS-52 na spodnjem delu trupa, ki obsega barvno video kamero in IR kamero (FLIR), ki ju ni možno uporabljati sočasno. Dodatno temu je nameščena tudi barvna kamera v nosu letala, ki služi kot opora pilotu pri pilotiranju letala. Prve verzije Predatorjev so imele nameščen tudi radar s sintetično aperturo, ki je omogočal tudi opazovanje skozi dim in oblake, vendar je bil uporabljen le malokrat in zato pri kasnejših verzijah odstranjen. Vse kasnejše verzije Predatorjev so opremljene tudi z laserskim označevalnikom, ki označuje tarče drugim letalom (npr. za uporabo lasersko vodenih bomb) ali za primer uporabe lastnih vodenih izstrelkov AGM-114 Hellfire.
Glavni navigacijski sistem obsega sistem inercialne navigacije v kombinaciji s satelitsko navigacijo. Nadzor nad letalom in senzorji poteka preko satelitske zveze (frekvenčni pas Ku), ista zveza pa služi tudi za prenašanje informacij iz senzorjev nazaj v nadzorni center.
Letalo upravlja dvočlanska posadka, ki sedi v kontrolnem centru na tleh - pilot in operater, ki upravlja s senzorji. Oba imata na voljo komande, ki so znane iz letal s posadko.
Nosilnost na trupu (do 204 kg) omogoča namestitev izstrelkov zrak-zrak/zrak-zemlja (standardno AGM-114 Hellfire) ali laserskega označevalnika.

## Zgodovina
Začetek uporabe brezpilotnih letal sega v osemdeseta leta 20. stoletja, ko sta se za brezpilotna letala začela zanimati Pentagon in CIA. V ta namen sta začeli preizkušati brezpilotno letalo Amber, iz katerih je podjetje General Atomics kasneje razvilo brezpilotna letala GNAT, ki so bila v devetdesetih letih že poskusno uporabljena v bivši Jugoslaviji, vendar so imela še veliko tehničnih pomanjkljivosti, ki so oteževale širšo uporabo teh letal. Zgodile so se tudi nesreče in kar nekaj letal je bilo uničenih. Z dodatnimi izboljšavami je iz letala GNAT nastal Predator.
Od leta 1995 je opravil preko 405000 ur letenja; od tega jih je bila več kot polovica na bojiščih na Balkanu, v JZ Aziji in na Bližnjem vzhodu, kjer Predator služi kot podpora NATO silam.

## Uporabniki
Predator je v uporabi v okviru enot vojnega letalstva ZDA, Italije, Združenega kraljestva in Turčije, za svoje tajne operacije pa ga uporablja tudi CIA.

## Različice
- Predator B - MQ-9B
- Predator C